# Friedrich Wilhelm II. (Nassau-Siegen)

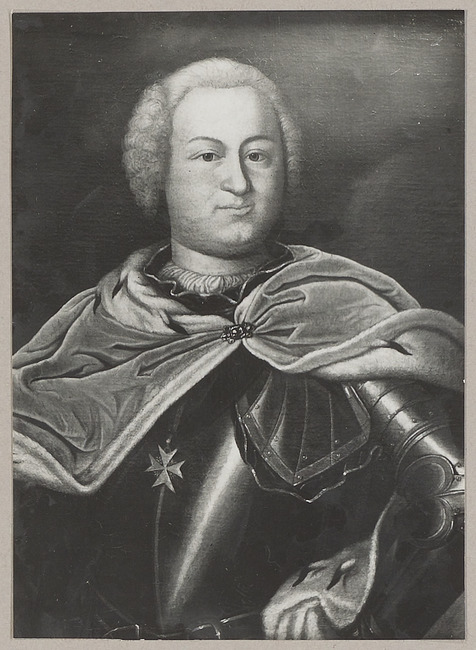
Friedrich Wilhelm II. von Nassau-Siegen (1733)

Friedrich Wilhelm II. von Nassau-Siegen (* 11. November 1706 in Siegen; † 2. März 1734 ebenda) war der letzte Fürst von Nassau-Siegen aus der reformierten Linie.

## Leben
Er war der älteste Sohn von Friedrich Wilhelm I. Adolf von Nassau-Siegen, (1680–1722) und dessen Frau Elisabeth Franziska von Hessen-Homburg (1681–1707), einer Tochter des Landgrafen Friedrich II. von Hessen-Homburg (dem Helden aus Kleists Drama Prinz von Homburg).
Sein Vater hatte langjährige Auseinandersetzungen mit dem katholischen Vetter und Mit-Regenten Wilhelm Hyacinth von Nassau-Siegen. Während dieser im Oberen Schloss Siegen residierte, lebte die reformierte Linie im Unteren Schloss, das sein Vater nach einem Brand neu errichtet hatte. 1707 wurde Wilhelm Hyacinth wegen zahlreicher Verfehlungen vom Kaiser von der Regierung ausgeschlossen. Im Oktober 1712 einigten sich der Vater und dessen Vetter schließlich über eine Pacht des katholischen Landesteils durch die reformierte Linie für eine jährliche Rente von 12.000 Reichstalern. Es wurde in diesem Zusammenhang sogar erwogen, Maria Anna Josepha, die minderjährige Tochter von Wilhelm Hyacinth, mit dem erst 6-jährigen reformierten Erbprinzen Friedrich Wilhelm zu verheiraten, wozu es aber nicht kam. Zweck der Vereinbarung war hauptsächlich, die Mit-Regierung für den katholischen Landesteil durch die vom Kaiser eingesetzten Räte aus dem Kölner Domkapitel loszuwerden. Aufgrund dieser Vereinbarung übernahm schließlich Friedrich Wilhelm I. die Alleinherrschaft.
Als sein Vater 1722 starb, war Friedrich Wilhelm II. gerade 15 Jahre alt und konnte das Land nicht aus der Krise führen. Da er noch minderjährig war, stand er bis 1727 unter der Vormundschaft und Regentschaft seiner Stiefmutter Amalie Luise von Kurland. Im November 1723 wurde er ehrenhalber als Hauptmann in die Staaten-Armee der Niederländischen Republik aufgenommen und 1728 Oberst eines Infanterieregiments. 1731 wurde er als Ritter in den Johanniterorden (Ballei Brandenburg) in Sonnenburg aufgenommen.
Er starb mit nur 27 Jahren an den Pocken und wurde in der Fürstengruft des Unteren Schlosses in Siegen beigesetzt. Seine Witwe gebar einige Monate später ihre fünfte Tochter. Mangels eines männlichen Erben war sie gezwungen, die Inbesitznahme des reformierten Landesteils und der Stadt Siegen durch den katholischen, zudem abgesetzten Wilhelm Hyacinth hinzunehmen, sann aber auf Abhilfe. Als dieser in Spanien weilte, ließen die beiden Vettern Christian von Nassau-Dillenburg und Wilhelm IV. von Nassau-Oranien (aus der Linie Nassau-Diez) die Stadt Siegen und das Untere Schloss von ihren Soldaten besetzen. Um diese Besatzung zu vertreiben, berief Kurfürst Clemens August von Köln in seinen an das Siegerland angrenzenden Ländern den Landesausschuss ein. Am 20. August 1735 überschritten Kölner Bauern die Grenzen des Fürstentums Nassau-Siegen und plünderten „was ihnen forkam“. Am 23. August wurden sie in das (katholische) Obere Schloss aufgenommen und zogen mit zwei- bis dreitausend Mann zum (reformierten) Nassauischen Hof. Aber die Heere von Nassau-Dillenburg und Nassau-Diez, vereint mit den Bürgern von Siegen, trieben die Kölner Truppen in die Flucht. So fiel der reformierte Teil des Siegerlandes unter die Herrschaft von Nassau-Dillenburg und Nassau-Diez, der katholische Teil kam wieder unter Reichsverwaltung. Schließlich übertrug Kaiser Karl VI. dem Prinzen Wilhelm IV. von Oranien, Fürsten von Nassau-Dietz, die Ausübung der Regierung. Nach dem Tod Wilhelm Hyacinths 1743 erbte er auch den katholischen Teil.

## Nachkommen
Friedrich Wilhelm war seit dem 23. September 1728 verheiratet mit Sophie Polyxena Concordia zu Sayn-Wittgenstein-Hohenstein (* 28. Mai 1709 Berlin; † 15. Dezember 1781 Siegen), Tochter des Grafen August David zu Sayn-Wittgenstein-Hohenstein.
- Charlotte Sophie (* 6. Juni 1729; † 2. April 1759) ⚭ 30. September 1748 mit Graf Karl Paul Ernst von Bentheim-Steinfurt (jüngere Linie)
- Friederike Wilhelmine (* 3. April 1730; † 18. November 1733)
- Marie Eleonore Konkordia (* 2. März 1731; † 20. April 1759). Sie starb an Blattern im Haus des Predigers Theodor Diederich Henrich Wevers in Kamen.[2]
- Friederike Auguste (* 1. Juni 1732; † 23. März 1733)
- Catharina Anna Charlotte Auguste (* 19. Juni 1734; † 9. Juni 1759)